# كأس بلغاريا 1990–91
كأس بلغاريا 1990–91 (بالبلغارية: Купа на България по футбол 1990/91)‏ هو موسم من كأس بلغاريا. أشرف على تنظيمه اتحاد بلغاريا لكرة القدم، وفاز فيه ليفسكي صوفيا.